# Dehesa de San Llorente
No confundir con San Llorente, municipio vallisoletano del Campo de Peñafiel.

Situación del enclave de la Dehesa de San Llorente (Mayorga) en la provincia de Valladolid (arriba, encima de Mayorga, incluida dentro de la provincia de León). El otro enclave, situado al oeste, es el Enclave de Roales y Quintanilla, situado en la provincia de Zamora

La Dehesa de San Llorente es un enclave vallisoletano situado en la provincia de León en Castilla y León, España. Se encuentra completamente rodeado por tierras de la provincia de León y tiene una extensión de 10,95 km². Actualmente es un despoblado carente de habitantes y forma parte del municipio vallisoletano de Mayorga en la comarca de Tierra de Campos. Es uno de los 26 enclaves de España. Junto al Enclave de Roales y Quintanilla, forma uno de los dos enclaves pertenecientes a la provincia de Valladolid.

## Ubicación

Escudo de Mayorga, municipio al que pertenece el enclave.

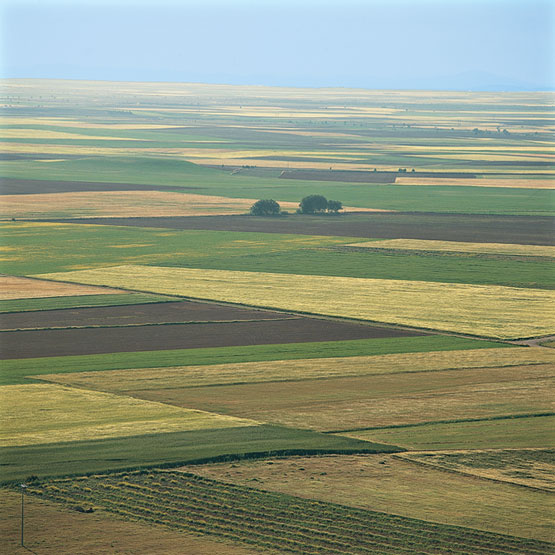
Paisaje típico de Tierra de Campos y similar al de la dehesa.

Se encuentra rodeada por las localidades leonesas de Valdemorilla (al sur), Valdespino Cerón (este), Albires (oeste) y Valverde-Enrique (norte).
Es atravesado por el Arroyo del Valle, que a su vez es un afluente del río Cea. Está a una altitud de unos 800 metros sobre el nivel del mar. La dehesa cuenta con numerosas charcas y lagunillas pero sus tierras se encuentran desde hace años abandonadas. Hay ruinas de una antigua granja. También hay numerosas encinas.

## Historia
Tras la división territorial de 1833, que establece la delimitación de las actuales provincias, la Dehesa de San Llorente forma parte del municipio vallisoletano de Mayorga, convirtiéndose en uno de los 33 enclaves españoles, siendo de los más pequeños y de los pocos despoblados.